# Robert Kurella
Robert Kurella ros. Роберт Раймундoвич Kурeлля (ur. 21 października 1854 we wsi Tuł, zm. 18 maja 1931 w Warszawie) – generał brygady Wojska Polskiego.

## Życiorys
Robert Kurella urodził się 8 października 1854 roku we wsi Tuł, w powiecie radzymińskim, jako syn Rajmunda i Anny z Suchodolskich. W 1875 roku rozpoczął służbę w Armia Imperium Rosyjskiego. Dwa lata później wziął udział w wojnie rosyjsko-tureckiej. W 1906 roku awansował na pułkownika. 1 stycznia 1909 roku był dowódcą 2 Zachodniosyberyjskiego Batalionu Strzelców ros. 2-й Западно-Сибирский Стрелковый батальон, który stacjonował w twierdzy Wierny (obecnie Ałmaty) i wchodził w skład 8 Turkmeńskiej Brygady Strzelców ros. 8-я Туркестанская стрелковая бригада pod dowództwem generała majora Siergieja Matwiejewicza Pospiełowa. W 1912 roku został przeniesiony w stan spoczynku w stopniu generała majora. W 1917 roku, po rewolucji październikowej, wstąpił do II Korpusu Polskiego w Rosji, w którym pełnił obowiązki wojskowego naczelnika okręgu południowego.
25 września 1919 roku Naczelny Wódz Wojsk Polskich przyjął go do Wojska Polskiego w stopniu generała podporucznika z byłej armii rosyjskiej. We wrześniu 1920 roku zgłosił się ochotniczo do służby i pełnił ją przy Grupie Operacyjnej 6 Armii generała porucznika Władysława Jędrzejewskiego. Z dniem 31 stycznia 1924 roku został przeniesiony z rezerwy w stan spoczynku z prawem noszenia munduru. Na emeryturze mieszkał w Warszawie, gdzie zmarł 18 maja 1931 roku. Pochowany na cmentarzu Powązki Wojskowe w Warszawie (kwatera B-17-1-6).